# Сохарьова
Сохарьо́ва (рос. Сохарёва) — присілок у складі Алапаєвського міського округу (Верхня Синячиха) Свердловської області.
Населення — 15 осіб (2010, 11 у 2002).
Національний склад населення станом на 2002 рік: росіяни — 100 %.